# Horní Slavkov
Horní Slavkov là một thị trấn thuộc huyện Sokolov, vùng Karlovarský, Cộng hòa Séc.